# Debelokljuni zovoj
Sjeverni prion (lat. Pachyptila crassirostris) je vrsta morske ptice iz roda Pachyptila. Živi u južnom oceanu. Ima dvije podvrste, P. crassirostris crassirostris i P. ceassirostris eatoni. Populacija ovih ptica varira 150 000-300 000 odraslih jedinki. Ova vrsta ptice se hrani zooplanktonom. Velika je 24-28 cm, a teška 102-185 grama. Ima raspon krila 60 cm. Velika prijetnja su im mačke, štakori i svinje, a također im škode i loši vremenski uvjeti.

## Razmnožavanje
Ove ptice se gnijezde u kolonijama u pukotinama na obalnim liticama. Postavljaju samo jedno bijelo jaje u listopadu ili studenom. Ptić se izlegne sredinom ili krajem prosinca. Mužjak i ženka brinu za ptića sve dok ne sazrije i ode od njih.

## Vanjske poveznice
|  | Zajednički poslužitelj ima još gradiva o temi Pachyptila crassirostris |
|  | Wikivrste imaju podatke o taksonu Pachyptila crassirostris             |

- sealifebase.org